# Marsmarken (Rom)
 For alternative betydninger, se Marsmarken. (Se også artikler, som begynder med Marsmarken)
Marsmarken (latin: Campus Martius, overs. 'Marsmarken'; italiensk: Campo Marzio) var et offentligt ejet område i antikkens Rom med et areal på omkring 2 km2. I middelalderen var området det mest folkerige område i Rom. Roms IV rione (kvarter) – Campo Marzio – som dækker en mindre del af det oprindelige område, bærer det samme navn.

## Antikken
I henhold til Roms grundlæggelsesmyte fik Rhea Silvia sine tvillingesønner, Romulus og Remus, taget af kongen af Alba Longa. Drengene blev senere kasseret i den svulmende Tiberflod, som senere skulle løbe langs Campus' vestlige grænse. Da brødrene skyllede i land længere ned ad floden, ville de her vende tilbage årtier senere for at grundlægge en ny by. Romulus – der blev Roms eneste konge (efter at have dræbt sin bror Remus) – regerede i mange år indtil engang i det syvende århundrede f.Kr. Da han kom til slutningen af sit liv, dalede en stormsky ned over midten af den åbne mark uden for byens pomerium for at løfte den ældre konge ind i efterlivet.
Dette land – "mellem byen og Tiberen" – blev Roms sidste etruskiske konges (Tarquinius Superbus) ejendom. Efter hans nederlag og eksil (se det Romerske Kongeriges fald) blev sletten dedikeret til guden Mars. Romerske mænd samledes hver forår før de drog ud for at kæmpe mod de fjendtlige stammer, der omringede Rom, ligesom de romerske borgere her samledes til vigtige religiøse festivaler. Med undtagelse af et lille alter til Mars nær midten af sletten, blev der ikke foretaget synlige ændringer til sletten før det femte århundrede f.Kr.
I 435 f.Kr. blev Villa Publica etableret på Marsmarken. Dette sted var et samlingssted, hvor borgere samles hvert femte år for at blive optalt i en folketælling, men det var ikke nogen permanent struktur. Der ville ikke blive foretaget nogen tilføjelser i yderligere to århundreder.
Med fremkomsten af de puniske krige i midten af det tredje århundrede f.Kr. flyttede den romerske militære ekspansion ud af den italienske halvø, hvilket resulterede i en reduktion af sæsonbestemte mønstringer af soldater på felt. Antallet af udenlandske krige øgede imidlertid i høj grad mængden af rigdom, der strømmede ind i Rom. Generaler – der havde svoret til forskellige guder om at bygge templer til deres ære, hvis de sejrede – brugte de enorme mængder af rigdom til at finansiere disse byggeprojekter. Udover templer og træmarkeder blev der også bygget underholdningssteder, selvom de skulle have været midlertidige.
Fra og med Sullas tid blev byggegrunde solgt eller givet til indflydelsesrige romere, og insulae (lejlighedsblokke) og villaer trængte ind på den offentlige jord. Det blev senere stedet for comitia centuriata, borgermøder med våben og for byens milits. I 55 f.Kr. byggede Pompejus et permanent teater – Pompejus' teater – det første stenbaserede i Rom. Da Curia Hostilia brændte ned i 52 f.Kr., blev teatret nogle gange brugt som mødested for Senatet. Området blev også brugt som samlingssted for valg. Julius Cæsar planlagde, at Saepta (indhegninger brugt til valg) skulle placeres der. Dette blev senere fuldført af hans arving Augustus (Octavian). I 33 f.Kr. indviede Octavian Porticus Octaviae, hvis konstruktion var finansieret af krigsbytter fra den dalmatinske krig.
I den augustanske periode i det tidlige Romerske Kejserrige blev området officielt en del af byen. Rom blev opdelt i 14 regioner, og Campus Martius blev opdelt i VII Via Lata mod øst og IX Circus Flaminius tættere på floden. Campus Martius hussede også Ara Pacis (fredens alter), bygget af Senatet for at markere etablering af fred under Augustus. Det var meningen, at det skulle symbolisere den vellykkede afslutning af Augustus' bestræbelser på at stabilisere Kejserriget. Marcus Agrippa fik lavet den oprindelige sumpede grund om til en pool og bade i omgivelser med parkområder og templer, Laconicum Sudatorium eller Agrippas termer. Han byggede også Porticus Argonautarum og Pantheon (sidstnævnte senere genopbygget af Hadrian), der stadig står der i dag. I 19 f.Kr. færdiggjorde han også Aqua Virgo for at levere vand til disse nye bade og springvand.
I det ikke-befolkede nordlige område lå det enorme Augustus' Mausoleum. Andre bygninger, der blev lavet, var Marcellus Teater, Templet for Isis (fra omkring Caligulas tid), badene og broen ved Nero og Pompejus' teater, hvor Julius Cæsar blev myrdet af Marcus Brutus og hans allierede. Efter den store brand i 64 e.Kr. genopbyggede Domitian de brændte monumenter samt et stadion (som i i dag er Piazza Navona) og en Odeion (en lille forestillingssal). I 119 e.Kr., som en forstærkning af temaerne om kejserlig guddommelighed etableret af Augustus, tilføjede Hadrian og den efterfølgende Antonines et tempel til Hadrians svigermor – den guddommelige Matidia – og et tempel til den guddommelige Hadrian selv bygget af Antoninus.

## Middelalderen
Efter at de barbariske invasioner havde afskåret akvædukterne, forlod den hurtigt svindende befolkning de omkringliggende bakker og koncentrerede sig i Campus Martius, da de var afhængige af Tiberen for vand, men samtidig underlagt truslen for dens oversvømmelser. Da det lå ved siden af floden og ved siden af Vatikanet, blev området den mest folkerige del af Rom i middelalderen. Floden understøttede en blomstrende økonomi og en forsyning af vand, og den kontinuerlige strøm af pilgrimme til byen bragte rigdom til området.
Den vigtigste vej, der forbandt Rom med resten af Europa, var Via Cassia, der gik til Rom via Porta del Popolo i den nordlige del af Campus Martius. Via Cassia blev den vigtigste vej i middelalderen, fordi den forbandt Rom med Viterbo, Siena og Firenze.
Den anden vigtigste vej til Rom, Via Aurelia, blev usikker i middelalderen med spredningen af malaria, fordi den passerede gennem de usunde moser nær flere kystnære søer i Maremma-lavlandet (som Orbetello-lagunen, Capalbio-søen og andre Tomboloer), og fordi dens rute ved havet gjorde den mere modtagelig for angreb fra røvere. Kystbyerne omkring Via Aurelia var områder udsat for kidnapning af kvinder og plyndring af muslimske saracenske pirater.
På grund af områdets stigende betydning besluttede flere paver at forbedre dets forhold. I perioden 1513–1521 byggede pave Leo X en rute, der forbandt Porta del Popolo med Vatikanet. Denne vej blev først kaldt Via Leonina efter paven, senere blev den kendt under det mere berømte navn Via di Ripetta efter navnet på flodhavnen. For at forbedre hygiejnen i området blev flere gamle romerske akvædukter restaureret til driftstilstand.
I takt med at befolkningen i Rom steg kraftigt i middelalderen, blev Campus Martius et overfyldt multikulturelt sted, hvor mange udlændinge slog sig ned. I 1555 udpegede pave Paul IV en del af den sydlige del af Campus Martius som ghettoen, for at rumme byens jødiske befolkning.

## Moderne Rom
Efter renæssancen – som også var tilfældet for resten af Rom – ændrede Campus Martius sig ikke meget. Der var ingen andre store byggeprojekter, og befolkningtilvæksten faldt. Dette blev vendt, efter at Rom blev hovedstad i det nyoprettede Kongeriget Italien i 1870.
Senere blev området endnu mere overfyldt, og beskyttende volde blev bygget for at stoppe oversvømmelsen af Tiberen. Dette gjorde området meget sikrere fra truslen om vand, men de høje volde ødelagde effektivt det traditionelle indskibningssted kaldet Ripetta ("lille banke"), de smalle gader, der førte ned til floden, og de folkelige bygninger langs flodkanten.

## Eksterne links
- Detailed topographical history of the Campus Martius
- Models and maps of the Campus Martius in ancient Rome
- Georeferenced maps of the Campus Martius in ancient Rome with german and english texts

41°53′52″N 12°28′38″Ø / 41.8978°N 12.4772°Ø